# 塞梅尼夫卡 (哈爾科夫區)
50°4′47″N 36°4′9″E / 50.07972°N 36.06917°E
塞梅尼夫卡（羅馬化：Semenivka）是位於烏克蘭東部的村莊，由哈爾科夫州哈爾科夫區的德爾哈奇市鎮負責管轄。該村始建於1860年，面積0.44平方公里，海拔高度159米，2001年人口56，人口密度每平方公里127.9人。